# Trissernis pallida
Trissernis pallida là một loài bướm đêm trong họ Noctuidae.